# 超豪華オールスター大集合!!番組対抗 炎の熱血バトル
超豪華オールスター大集合!!番組対抗 炎の熱血バトル（ちょうごうかおーるすたーだいしゅうごう!!ばんぐみたいこう ほのおのねっけつばとる）は1997年～1999年の5回、テレビ朝日で放送された番組対抗の特別番組。

## 出演者

### 総合司会
1997年春
- 松井康真
- 坪井直樹
- 高橋真紀子

（共にテレビ朝日アナウンサー）
1997年秋 - 1998年秋
- 今田耕司
- 東野幸治
- 高橋真紀子（テレビ朝日アナウンサー）

1999年
- 田代まさし
- ヒロミ

## 番組概要
- テレビ朝日の人気番組・新番組の出演者が集結した番組。
  - 1997年春は10チーム対抗戦で優勝を競った。
  - 1997年秋・1998年春はテレビ朝日の人気番組・新番組を紅白に分け優勝を競った。
  - 1998年秋はこれまでの対抗戦の勝敗を止め、ビートたけし・所ジョージが率いる金庫番と対決し勝てば賞金獲得となった。
  - 1999年春は、対決企画など結果を予想する2択クイズがメイン。
- ただし、在阪局である朝日放送の番組は参加しなかったが、1997年春のみ『たけしの万物創世紀』と『大発見!恐怖の法則』は出演者の兼ね合いから番宣CMのみ参加、また『はぐれ刑事純情派』は「日本の景気を考える」コーナー（後述）のみ登場した。
- 出場番組はバラエティやドラマがほとんどで、アニメと特撮は1997年春に『ドラえもん』のドラえもん・『クレヨンしんちゃん』の野原しんのすけ・『電磁戦隊メガレンジャー』のメガレッド（いずれも着ぐるみ）が各コーナーごとに出たのみ。いずれも声優は設けられなかった。また、どのレギュラー番組にも属さないタレント陣が「タレントチーム」として参戦しており、そのメンバーには当時『ビーロボカブタック』のレギュラーだった志茂田景樹なども含まれていた。

## 正式タイトルの変遷
- 1997年春 - 1998年春：『'××超豪華オールスター大集合!!○の人気番組対抗 炎の熱血バトル決定版』 - 「××」には西暦下2桁の数字が入り、「○」には「春」または「秋」のどちらかが入る。
- 1998年秋：『今夜ブッ飛びで大騒ぎ!!そこまでやるかテレ朝 '98超豪華オールスター大集合!秋の人気番組対抗 炎の熱血バトル決定版』
- 1999年春：『'99超豪華オールスター総出演 満開春祭り』

## 放送日時・番組編成
- 1997年春：火曜19:00 - 21:54（JST）
- 1997年秋・1998年春：火曜19:00 - 21:48（JST）
- 1998年秋：火曜19:00 - 22:18（JST） - 唯一の3時間越え。
- 1999年春：土曜19:00 - 20:54（JST） - 唯一の土曜放送&2時間番組。

### 通常番組の編成
- 1997年春：19時の『ウッチャンナンチャンの炎のチャレンジャーこれができたら100万円!!』、20時の『たけしの万物創世記』（ABC制作）、21時の『大発見!恐怖の法則』（ABC制作）、そして20時台のミニ番組2本立て（『京都が好き』ほか）は、全て休止。
- 1997年秋：『炎チャレ』『万物創世記』は休止、『恐怖の法則』は既に終了、20時台ミニ番組は21:48へ繰下げ。
- 1998年春：『炎チャレ』『万物創世記』と『人気者でいこう!』（ABC制作）は全て休止。20時台ミニ番組は21:48へ繰下げ。
- 1998年秋：『炎チャレ』『万物創世記』『人気者』は全て休止、20時台ミニ番組は22:18へ繰下げ、21:54の『世界の車窓から』と22時の『ニュースステーション』は、共に30分繰下げ。
- 1999年春：19時の『あなたのフツーは大丈夫!?激突ハッピーチェック』は既に終了、20時の『暴れん坊将軍（第9シリーズ）』は既に3月13日放送分でこの枠の放送を終え、4月8日より木曜19時に移動。

## 主な企画
クイズコーナー
- 1997年春のオープニングコーナー。
- まず、テレビ朝日や朝日放送に関するクイズを早押しで答え、正解チームは、他チームの中から2名を指名。指名された人は「あっち向いてホイ」をする。負けた人のいるチームは失格。これを繰り返し、最後は2チームで早押しクイズを行い、正解したチームが点数を加算、更にコーナー賞金を獲得。
- なおクイズには、次の様な物が有った。
  - 『翔べ! 必殺うらごろし』で、「若」を演じたのは?（答：和田アキ子）
  - 『秘密戦隊ゴレンジャー』のメンバーを全て言え。（答：アカレンジャー、アオレンジャー、キレンジャー、モモレンジャー、ミドレンジャー）
  - 『キューティーハニー』（なお、当時『キューティーハニーF』が放映していた）で、如月ハニーが変身する時の決め台詞は?（答：ハニーフラッシュ!!）
  - テレビ朝日の現在（1997年春当時）のキャッチフレーズは?（答：が、いいね。テレビ朝日）

『ウッチャンナンチャンの炎のチャレンジャーこれができたら100万円!!』
- 各番組（合同チーム有り）の代表者が、「ジャイアントピアノ」や「イライラ棒」などの炎チャレの名物企画に挑む。コーナー司会は勿論ウッチャンナンチャン。
  - 「イライラ棒」は特番専用に新たに作られたコース（レギュラー放送で使われた歴代コースの仕掛けを組み替え）を使用。

テレビ朝日リレー
- 1997年春の競技。出場番組を4チームに分け、テレビ朝日のスタジオや敷地内をリレーする。
- まず『100万円クイズハンター』と同じ形式でクイズを行い、スタジオ内のセリから出てくる「助っ人」（坂本一生、グレート義太夫、メガレッドなど）を獲得する。レースでは、重たい荷物を担いで階段を上がったり、屋上からロープで降りたり、計算問題を解いたり、門の鍵をこじ開けたりと、様々な難所が有る。優勝したチームには、それぞれ点数が加算。

日本の景気を考える
- 1997年春のワンコーナー。『ビートたけしのTVタックル』の同名コーナーの期首特番バージョン。『はぐれ刑事純情派』の安浦吉之助（藤田まこと）と『クレヨンしんちゃん』の野原しんのすけ（声：矢島晶子）が登場した。なお、しんのすけはトーク中に原作とアニメ初期当時ファンだった小宮悦子の事でコメントしていた。

Not 100
- 『ぷらちなロンドンブーツ』で行われていた企画の特別編。
- 番組代表の渡哲也・ロンドンブーツ1号2号対金庫番役の田代まさしの対戦。

『超次元タイムボンバー』の各種ゲーム
- 同番組の主要アトラクション（フライングハイ、アクアジェット等）に挑戦。コーナー司会は上岡龍太郎。
- 『タイムボンバー』終了後の1997年秋は、「バーチャル・バトル」として登場。上岡は「ご意見人」として登場。さらにこのコーナーのみのナレーションは、『タイムボンバー』の郷里大輔が担当した。

幸運のサポーター
- 第2回～第4回はたけし・所と笑福亭鶴瓶が様々なゲーム対決の勝者を予想し、サバイバル方式で負けた人を予想した人は脱落。これを繰りかえし最後まで当て続けば賞金獲得。
- 第5回はたけし・志村けんと出演者代表などのゲーム対決の勝者を予想し当てれば賞金獲得。

花火コンテスト
- 1997年秋のみ。テレビ朝日番組の中から選ばれた4番組（『ミュージックステーション』ほか）の代表が、著名な花火師に番組をイメージする打ち上げ花火を作ってもらい、出来た花火を打ち上げ、たけし・所をはじめとした審査員に審査する。

フリースロービンゴ
- 1997年秋&1998年春のラストゲーム
- 出演者は、9つ（3×3）のゴールに、1人ずつバスケットボールをシュートしていく。ボールの入ったゴールが、縦・横・斜め、いずれかでもビンゴすれば点数が入る。

## スタッフ
- 構成：堀田延、中野俊成、すずきB、鶴芳郎、豊田俊一、大門孝之、相澤昇、蒲田幸成（豊田以降→第5回）
- ナレーション：大森章督、辻谷耕史（共に第5回）
- CTD(第5回)：関口光男（第5回、第1回は中継TD、第2-4回はTD）
- TD：樋口幸紀（第5回、第1回は中継カメラ）、伊藤博（第4回-、第2回は豊洲中継カメラ）、本郷勝則（第3回-）
- カメラ：品本幸雄、高橋政博（共に第5回）、小林俊明（小林→第1,2,5回）
- 音声：廣瀬雄一、桂川英樹（共に第5回）、朱牟田真吾（第5回、第2回は豊洲中継音声）
- VE：瀬尾直之（第4回-）、監物直（第5回、第2回は豊洲中継VE）、鈴木有（第5回）
- 照明：小島裕行、菅原祐（共に第3回-）、湯浅洋一（第2,3,5回）
- 技術アシスタント(第5回)：徳山訓章（第5回、第4回は技術アシスト）、渡辺薫（第5回）
- PA：加茂竜次（第3,5回、第2回はテレ朝池中継PA）、按田宗周（第5回）
- ENG(第4回-)：纐纈晃浩（第4回-）、外川真一、小山晃（共に第5回）
- 美術：高原篤、堀場綾枝子（堀場→第5回）
- 美術進行：金原典代
- 装置(第4回-)：藤崎百合馬（第5回）
- 大道具：小塚信人（第1,2,5回）、五味啓嗣（第5回）
- 植木(第2,3,5回)：白井和（第2,3,5回）
- 電飾：長雅英（第5回、第2回はテレ朝池中継特殊装置、第3,4回は特殊装置）
- 小道具：北村隆（第5回）
- オブジェ(第2,3,5回)：宮崎美保（第5回）
- マルチ：石川美鈴（第5回）
- フードコーディネーター(第5回)：結城摂子（第5回）
- メイク：津留ルミ子（第5回）
- CG：福田隆之（第1,5回）、木村啓作（第1-3,5回）
- 編集：上梶拓也（IMAGICA）
- MA：長谷川健次（IMAGICA）
- 効果：中村充（第4回-）
- タイトル：宍戸淳一
- 広報：佐藤佳則（第4回-）
- TK：吉条雅美（第4回-）
- 技術協力：テイクシステムズ、TSP（TSP→第4回）、共立、ニューテレス（共立・ニュー→第5回）
- 制作協力：NCV（第1-3,5回）
- ディレクター：中村雪浩、本井健吾、河口勇治、伊東寛晃、岩本浩一、小林厳、奥田隆英（本井・岩本→第2回-、河口→第1,2,5回、伊東→第2,5回、小林→第4回-、奥田→第5回）
- チーフディレクター：杉村全陽（第4回-）
- プロデューサー：秋山純、太田伸、澤將晃、本居幸治(NCV)（本居→第2,5回、秋山・太田・澤→第5回、澤→第1-4回は総合プロデューサー）
- チーフプロデューサー：山本隆司（第5回、第1-4回はプロデューサー）
- 制作著作：テレビ朝日

### 過去のスタッフ
- 構成：そーたに（第1,2回）
- 問題作成：大木一美、白川幸洋、藤田修司（共に第1回）
- 出題：太田真一郎、中村真子、松島みのり、満仲由紀子（共に第1回）
- ナレーション：Ward E.Sex ton（第1回）、郷里大輔（第1,2回）、森功至（第1-3回）、伊津野亮（第1-4回）、バッキー木場、田中亮一（バッキー・田中→第4回、田中→第1回は出題）
- TD：宮田一（第1,2回）
- カメラ：説田比登志（第1-3回）、西村和也（第2回）、福元昭彦（第3回、第2回は豊洲中継カメラ）、田中雅積（第3,4回）、有泉重正、藤沢浩一（共に第4回）
- 音声：井上哲（第1回）、牧野行雄（第1-3回）、宮沢庸介（第2回、第1回は中継音声）、長谷川泰裕（第2回）、中本清（第3回）、川野奈巳（第3,4回）、阿部健彦、小杉勉（阿部・小杉→第4回）
- VE：春日康志（第1回）、高林正彦（第1-3回）、清水豊、遠藤修二（清水・遠藤→第2回）、岡田大輔（第3回）、宮越直幸（第3,4回）、原田珠美（第4回）
- 照明：和田博、瀬川正雄（共に第1回）、今野恒俊（第1,2回）、鈴木聡（第1,4回）、江口義信（第2回）、江頭儀浩（第3回）、小松武久、大實学、田中晴夫（小松・田中・大實→第4回、小松→第2回はテレ朝池中継照明）
- 技術アシスト：岡本祐二（第1回）、生沼登（第2,3回）、首藤康仁（第3回）、宮田浩（第3,4回、第1回はクレーン）
- PA：横張史靖（第1回）、田村智宏（第1-4回）、斉藤尚（第2,3回）、石渡洋志（第4回）
- ENG(第4回-)：青木芳行（第4回）
- デザイン：池上隆（第1,2回）、綿貫冬樹（第2回）、北原國彦（第3,4回、第2回はテレ朝池中継デザイン）、宇家譲二（第3,4回）、出口智浩（第4回）
- 美術進行：市丸和範（第1-3回）、森つねお（第1,2,4回）、大滝千秋（第3回）、判田浩（第4回）
- 大道具：川村盛博（第1,3回）、高子昌樹（第3回）、高田一則、松野秀生、草野哲之（共に第4回、高田→第2回は豊洲中継大道具）
- 装置(第4回-)：永石大作、野間恵美子（共に第4回）
- 小道具：阿部一博（第1,2回）、塚谷将朗（第3回）、長谷川剛（第3,4回）
- 装飾(第4回)：岡林和志（第4回）
- 電飾：浅海雅樹（第1回）、青羽亮（第2,3回）、大桃昇（第3回）、田中孝夫（第3,4回、第1回は特殊装置）、白石剛、安田勝広（共に第4回）
- 特殊効果：大野晃一（第1回）、藤村修平（第1-3回）、関友一（第3回）、安田佳弘（第4回）
- 特殊装置：三井政隆（第1,2回）、森岡輝秀（第2,3回）、大脇豊（第4回）
- イントレ：細田正利（第2回）
- オブジェ(第2,3,5回)：松井達彦（第2,3回）
- マルチ：定仙浩（第1-4回）
- ボウリング施工(第4回)：三瓶軍記（第4回）
- 衣裳(第2-4回)：宮田薫（第2,3回）、大友雄士郎（第4回）
- メイク：杉山和子（第1,2,4回）、下山麻衣子（第3回）
- 消え物(第4回)：橋本由子（第4回）
- CG：大熊伸幸（第1,2回）、横井勝（第4回、第2回はデザイン）
- 効果：小沼圭、宮本陽一（共に第1-3回）、山名清久（第2回）
- TK：中里優子（第1-3回）
- 編集：伊藤英二（IMAGICA、第1回）、岩立登志雄（IMAGICA、第2回）
- 編成：山本清（第1,2回）
- 広報：松本実希子（第1回）、牧野秀幸（第2回）、太田正彦（第3回）
- -中継-（第1回）
  - VE：福田正人、矢野伴治（共に第1回）
- テレ朝池中継（第2回）
  - TD：辻井明（第1回は中継TD）
  - カメラ：伊従慈洋（第1回は中継カメラ）
  - 音声：薫山充彦（第1回は中継音声）
  - VE：保坂雅一（第2回）
  - 美術進行(第2回)：小島透、原澤太郎（共に第2回）
  - 大道具(第2回)：真次智樹（第2回）
- 豊洲中継（第2回）
  - TD：斉藤弘一（第2回）
  - 技術アシスト：新堀英樹（第2回）
  - PA：返町吉保（第2回）
  - デザイン：中塚宏（第2回、第1回はデザイン）
  - 美術進行：鎌井淳（第2回）
  - 電飾：長谷川弘幸（第2回）
  - イントレ：岩崎裕彦（第2回、第1回はイントレ）
  - メイク：野村直美（第2回）
- 技術協力：麻布プラザ、ビデオパックニッポン（共に第1回）、テレテック（第1,2回）、スウィッシュ・ジャパン（第1,2,4回）、IMAGICA（第1-3回）、東通（第2,3回）
- 協力：ヨゼッティ工業、サイクルスポーツセンター、冨士建機、アッシュプロモーション、ワンダーライト、日本珠算連盟、草津温泉観光協会、第一興商（共に第1回）、ナムコ（第1,2回）、ビッグロック、Tウォール、巴工業、津久井火工（共に第2回）、東京プリンスホテル（第2-4回）、日本ブランズウィック、関東ボウリング場協会、本田航空、Skydive Japan（共に第3回）
- 制作協力：オフィス・トゥー・ワン（第1回）、NAVI（第1-3回）
- 番組プロデューサー：長谷川格、佐藤凉一、藤原英一、田中利一、高戸晨一、五十嵐文郎、斉藤由雄（共に第1回）
- ディレクター：吉川昌克（第1-4回）、中貞人、西村裕明、小林浩司（オフィス・トゥー・ワン）（共に第1回）、藤井智久（第1,2回）、松下浩二、米田哲、雪竹弘一（共に第2回）、岩崎浩（第2,3回）、石和富志男（第2-4回）、松本能幸・飯山直樹、佐藤誠二（共に第4回）
- チーフディレクター：武居康仁（第1-3回）
- プロデューサー：佐藤彰、見山欣也 (NAVI)（共に第1,2回）、岡田亮（第1-3回）、深山典久、山本隆夫（共に第1-4回）、小関明（第1,3回）、加藤秀之、北澤晴樹、末延吉正、塙淳一（加藤・北澤・末延・塙→第2回、第1回は番組プロデューサー）、清野信彦・秋元隆、井圡隆、稲垣健司、桑田潔、小林雄高、鈴木宏男、瀬戸口修、高橋浩太郎、田中芳之、平城隆司、三輪祐見子、松本仁司、吉野泰博（共に第2回）、板橋順二（第2-4回-、第1回は番組プロデューサー）、内山聖子（第4回）